# Samia cynthia
Samia cynthia är en fjärilsart som beskrevs av Dru Drury 1773. Samia cynthia ingår i släktet Samia och familjen påfågelsspinnare. Inga underarter finns listade.

## Bildgalleri

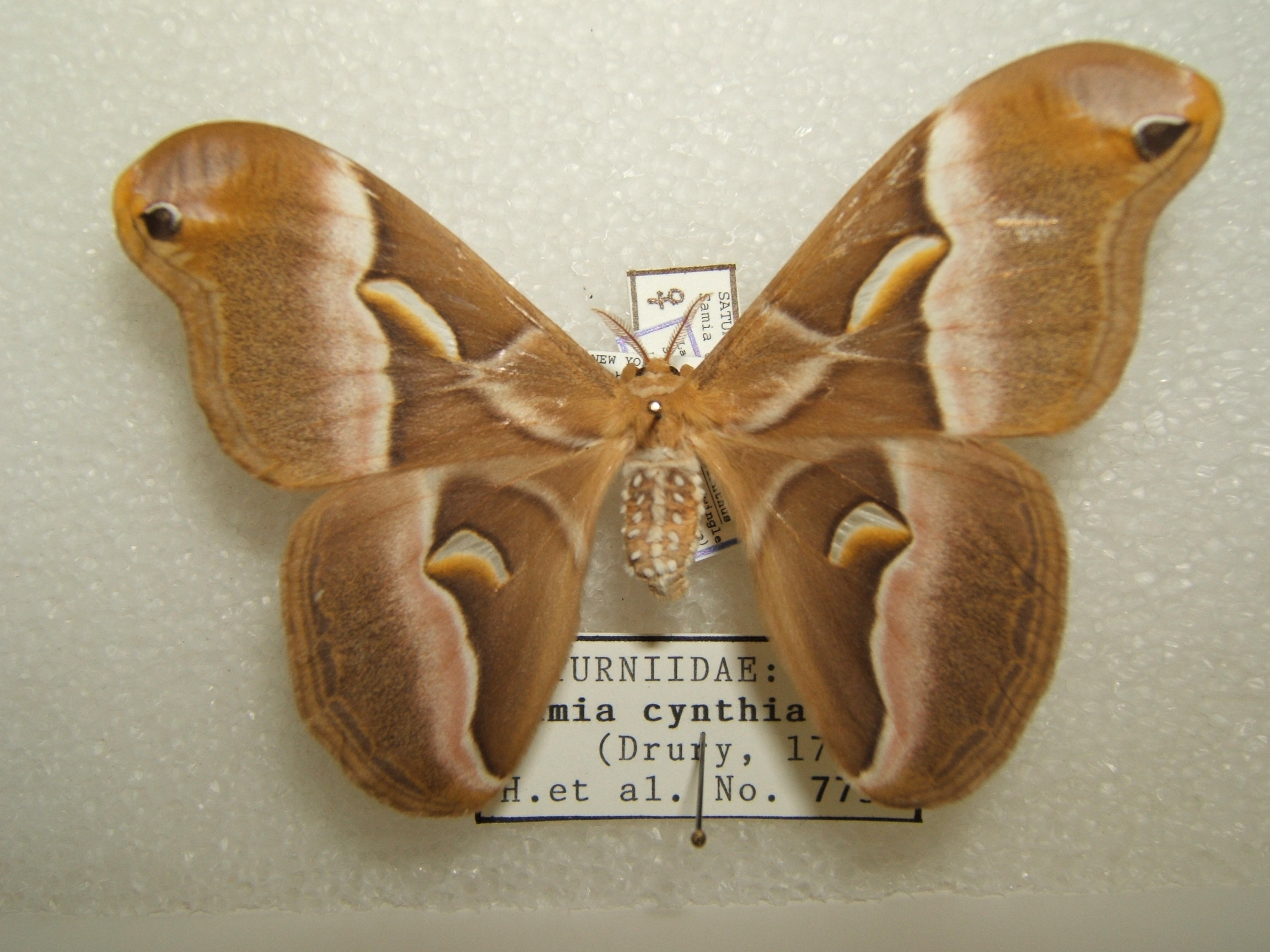
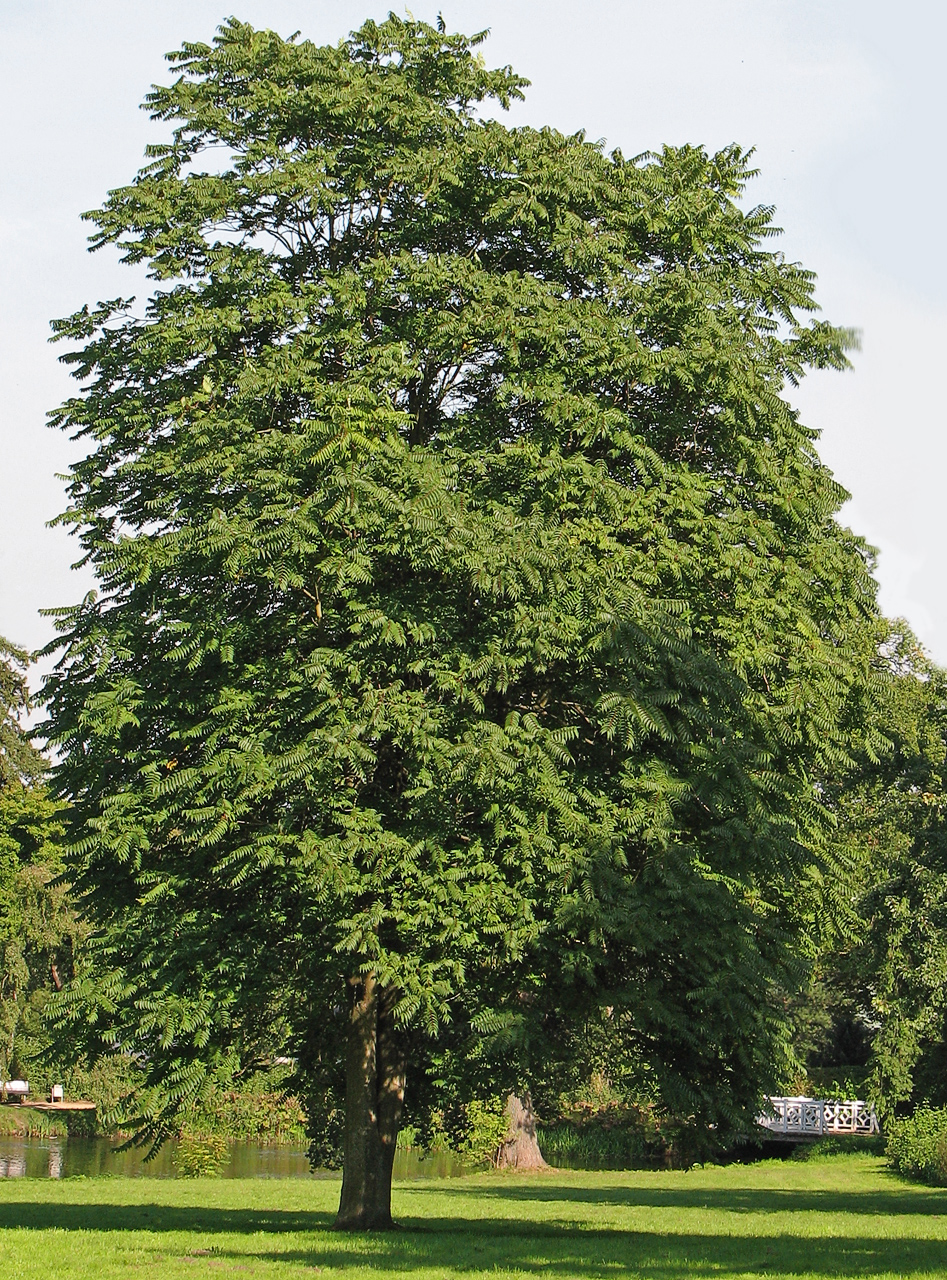
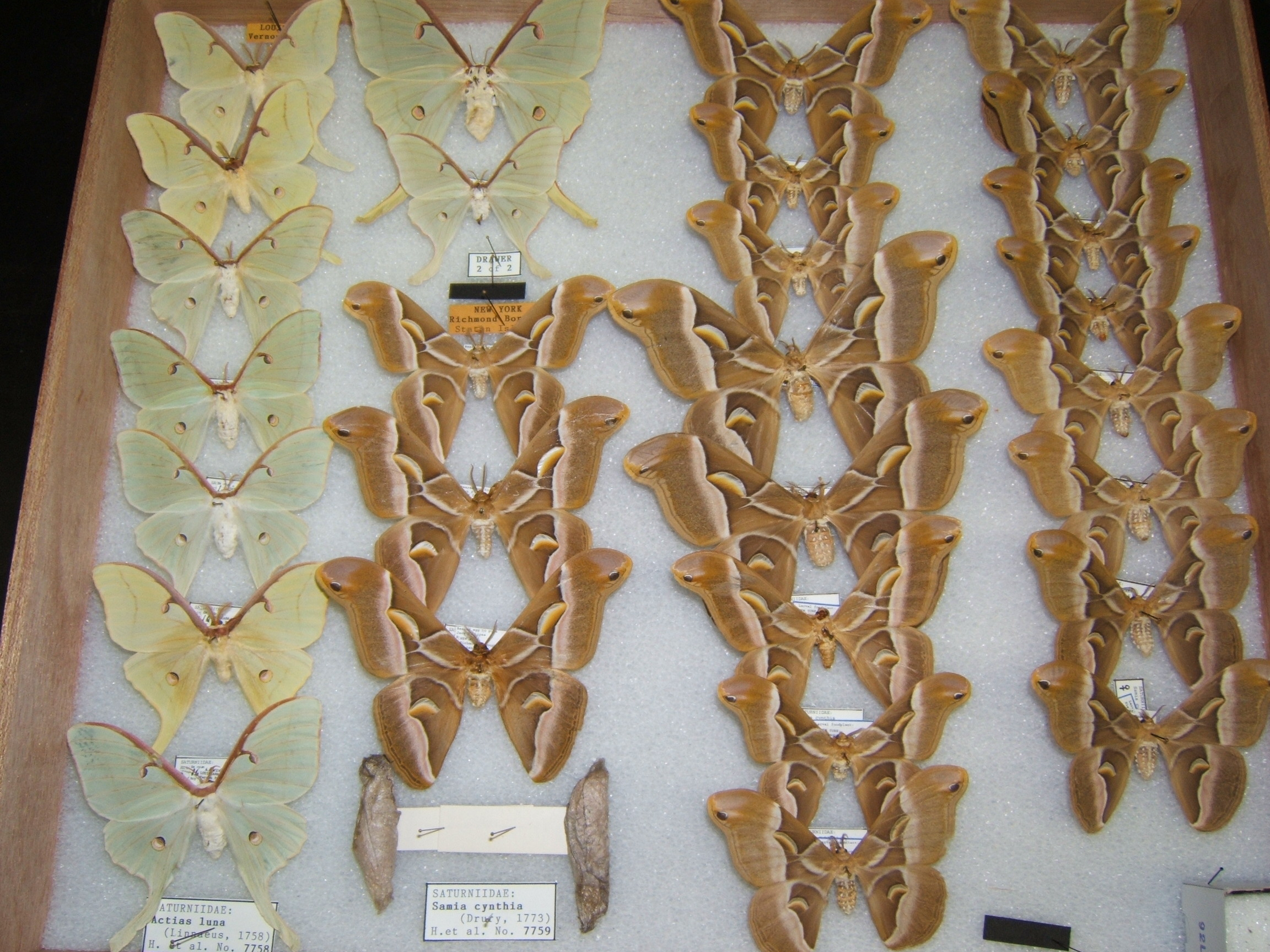
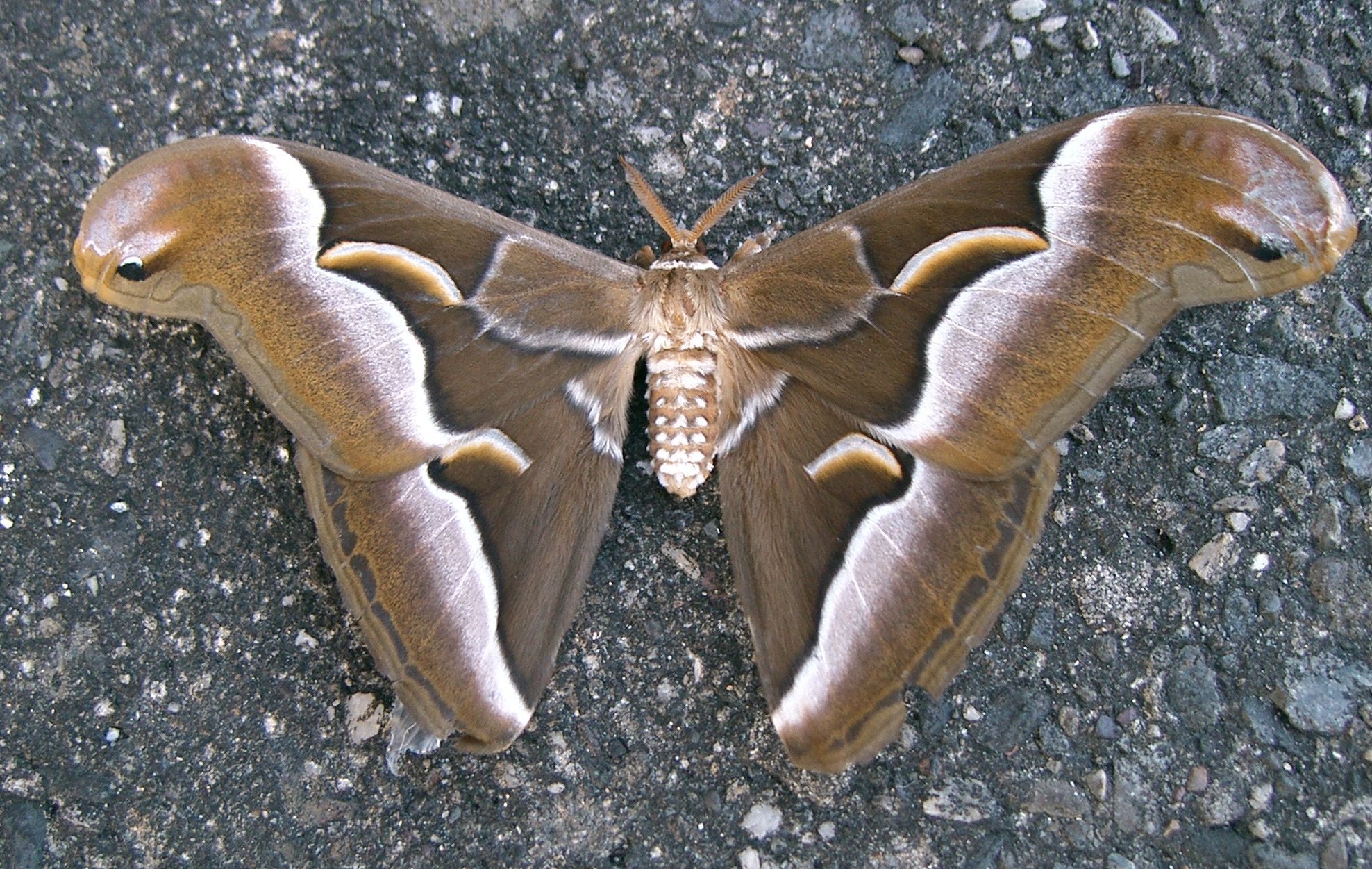